# Copa Chile 1959
La Copa Chile 1959 fue la 2º edición del clásico torneo de copa entre clubes de Chile y en el cual participaron clubes de Primera División, de Segunda División y equipos de selecciones comunales. Fue dirigido por la Asociación Central de Fútbol y se disputó como un campeonato de clausura al torneo nacional.
Finalizó el 22 de diciembre de 1959, con el enfrentamiento entre Santiago Wanderers y Deportes La Serena, que terminó con una victoria del primero por 5-1, que se proclamó por primera vez campeón del torneo.

## Equipos participantes
Participaron 32 equipos en total: los 14 equipos de Primera División; 10 equipos de 12 de Segunda División (no clasificaron Alianza e Iberia); el campeón del Campeonato Regional de la Zona Central; dos equipos del Campeonato Regional; y 5 selecciones comunales.
| División                               | Número de equipos |
| -------------------------------------- | ----------------- |
| Primera División                       | 14                |
| Segunda División                       | 10                |
| Campeonato Regional de la Zona Central | 1                 |
| Campeonato Regional                    | 2                 |
| Selecciones comunales                  | 5                 |

## Desarrollo

### Primera fase
| 1  | O'Higgins            | 6 - 3 | Universidad Técnica del Estado | 3 - 2 | 1 - 3 |
| 2  | Unión Española       | 6 - 1 | Selección de Cauquenes         | 3 - 0 | 1 - 3 |
| 3  | Santiago Wanderers   | 6 - 4 | Unión San Felipe               | 4 - 1 | 3 - 2 |
| 4  | Unión La Calera      | 6 - 5 | San Luis                       | 2 - 3 | 2 - 4 |
| 5  | Trasandino           | 4 - 2 | Ferrobádminton                 | 2 - 1 | 1 - 2 |
| 6  | Palestino            | 5 - 2 | Naval                          | 1 - 1 | 1 - 4 |
| 7  | Thomas Bata          | 5 - 4 | Green Cross                    | 3 - 3 | 1 - 2 |
| 8  | Deportes La Serena   | 7 - 0 | Selección de Calama            | 1 - 0 | 0 - 7 |
| 9  | Universidad Católica | 5 - 4 | San Fernando                   | 3 - 2 | 2 - 2 |
| 10 | Santiago Morning     | 5 - 2 | Selección de Copiapó           | 4 - 2 | 0 - 1 |
| 11 | Universidad de Chile | 2 - 0 | Ñublense                       | 0 - 0 | 2 - 0 |
| 12 | Audax Italiano       | 8 - 3 | San Bernardo Central           | 6 - 1 | 2 - 2 |
| 13 | Magallanes           | 1 - 1 | Fernández Vial                 | 1 - 0 | 1 - 0 |
| 14 | Rangers              | 5 - 3 | Selección de Pitrufquén        | 5 - 1 | 2 - 0 |
| 15 | Colo-Colo            | 6 - 2 | Selección de Arica             | 6 - 0 | 2 - 0 |
| 16 | Everton              | 7 - 2 | Coquimbo Unido                 | 2 - 1 | 1 - 5 |

### Segunda fase
| 1 | O'Higgins            | 3 - 0 | Unión Española     |
| 2 | Santiago Wanderers   | 4 - 3 | Unión La Calera    |
| 3 | Trasandino           | 3 - 2 | Palestino          |
| 4 | Thomas Bata          | 0 - 6 | Deportes La Serena |
| 5 | Universidad Católica | 3 - 1 | Santiago Morning   |
| 6 | Universidad de Chile | 3 - 1 | Audax Italiano     |
| 7 | Magallanes           | 3 - 3 | Rangers            |
| 8 | Colo-Colo            | 4 - 0 | Everton            |

### Fase final[1]
|  | Cuartos de final                                 | Cuartos de final                             |                                              |                      | Semifinales  | Semifinales  |  |  | Final                                        | Final |
|  |                                                  |                                              |                                              |                      |              |              |  |  |                                              |       |
|  | Estadio Playa Ancha, Valparaíso, 12 de diciembre |                                              |                                              |                      |              |              |  |  |                                              |       |
|  |                                                  |                                              |                                              |                      |              |              |  |  |                                              |       |
|  | Universidad Católica                             | 1                                            |                                              |                      |              |              |  |  |                                              |       |
|  | Universidad Católica                             | 1                                            | Estadio Nacional, Santiago , 19 de diciembre |                      |              |              |  |  |                                              |       |
|  | Santiago Wanderers                               | 2                                            |                                              |                      |              |              |  |  |                                              |       |
|  | Santiago Wanderers                               | 2                                            | Santiago Wanderers                           | 4                    |              |              |  |  |                                              |       |
|  | Estadio Nacional, Santiago 12 de diciembre       |                                              | Santiago Wanderers                           | 4                    |              |              |  |  |                                              |       |
|  |                                                  | Colo-Colo                                    | 0                                            |                      |              |              |  |  |                                              |       |
|  | Colo-Colo                                        | Colo-Colo                                    | 0                                            | 2                    |              |              |  |  |                                              |       |
|  | Colo-Colo                                        |                                              | Estadio Nacional, Santiago , 22 de diciembre | 2                    |              |              |  |  |                                              |       |
|  | O'Higgins                                        | 1                                            |                                              |                      |              |              |  |  |                                              |       |
|  | O'Higgins                                        | 1                                            | Santiago Wanderers                           | 5                    |              |              |  |  |                                              |       |
|  | Estadio La Portada, La Serena, 12 de diciembre   |                                              | Santiago Wanderers                           | 5                    |              |              |  |  |                                              |       |
|  |                                                  | Deportes La Serena                           | 1                                            |                      |              |              |  |  |                                              |       |
|  | Deportes La Serena                               | Deportes La Serena                           | 1                                            | 1                    |              |              |  |  |                                              |       |
|  | Deportes La Serena                               | Estadio Nacional, Santiago , 19 de diciembre |                                              | 1                    |              |              |  |  |                                              |       |
|  | Trasandino                                       | 0                                            |                                              |                      |              |              |  |  |                                              |       |
|  | Trasandino                                       | 0                                            | Deportes La Serena                           | 3                    | Tercer lugar | Tercer lugar |  |  |                                              |       |
|  | Estadio Nacional, Santiago 12 de diciembre       |                                              | Deportes La Serena                           | 3                    |              |              |  |  |                                              |       |
|  |                                                  | Universidad de Chile                         | 2                                            |                      |              |              |  |  |                                              |       |
|  | Universidad de Chile                             | Universidad de Chile                         | 2                                            | 5                    | Colo-Colo    | 0            |  |  |                                              |       |
|  | Universidad de Chile                             |                                              |                                              | 5                    | Colo-Colo    | 0            |  |  |                                              |       |
|  | Magallanes                                       | 3                                            |                                              | Universidad de Chile | 1            |              |  |  |                                              |       |
|  | Magallanes                                       | 3                                            |                                              |                      | 1            |              |  |  |                                              |       |
|  |                                                  |                                              |                                              |                      |              |              |  |  | Estadio Nacional, Santiago , 22 de diciembre |       |
|  |                                                  |                                              |                                              |                      |              |              |  |  |                                              |       |

## Final
|       | POR   | Juan Félix Martínez |  |
|       | DEF   | Aldo Valentini      |  |
|       | DEF   | Raúl Sánchez        |  |
|       | DEF   | Manuel Canelo       |  |
|       | MED   | Emilio Bozzalla     |  |
|       | MED   | Jorge Dubost        |  |
|       | DEL   | Eugenio Méndez      |  |
|       | DEL   | Carlos Reynoso      |  |
|       | DEL   | Armando Tobar       |  |
|       | DEL   | Ricardo Díaz        |  |
|       | DEL   | Carlos Hoffmann     |  |
| D. T. | D. T. | José Pérez          |  |

|       | POR   | Francisco Bravo  |  |
|       | DEF   | Jorge Poblete    |  |
|       | DEF   | Arturo Farías    |  |
|       | DEF   | Víctor Araya     |  |
|       | MED   | Juan Rojas       |  |
|       | MED   | Orlando Aravena  |  |
|       | DEL   | Juan Carvajal    |  |
|       | DEL   | Roberto López    |  |
|       | DEL   | José Sulantay    |  |
|       | DEL   | Pedro Pérez      |  |
|       | DEL   | Manuel Contreras |  |
| D. T. | D. T. | Sergio Lecea     |  |

| 35' · 41' · 49' · 55' · 73' | Ricardo Díaz Carlos Reynoso Ricardo Díaz Carlos Reynoso | 1-1 2-1 3-1 4-1 5-1 |

| 28' | Arturo Farías | 0-1 |

| Principal | José Luis Silva |

|       | POR   | Juan Félix Martínez |  |
|       | DEF   | Aldo Valentini      |  |
|       | DEF   | Raúl Sánchez        |  |
|       | DEF   | Manuel Canelo       |  |
|       | MED   | Emilio Bozzalla     |  |
|       | MED   | Jorge Dubost        |  |
|       | DEL   | Eugenio Méndez      |  |
|       | DEL   | Carlos Reynoso      |  |
|       | DEL   | Armando Tobar       |  |
|       | DEL   | Ricardo Díaz        |  |
|       | DEL   | Carlos Hoffmann     |  |
| D. T. | D. T. | José Pérez          |  |

|       | POR   | Francisco Bravo  |  |
|       | DEF   | Jorge Poblete    |  |
|       | DEF   | Arturo Farías    |  |
|       | DEF   | Víctor Araya     |  |
|       | MED   | Juan Rojas       |  |
|       | MED   | Orlando Aravena  |  |
|       | DEL   | Juan Carvajal    |  |
|       | DEL   | Roberto López    |  |
|       | DEL   | José Sulantay    |  |
|       | DEL   | Pedro Pérez      |  |
|       | DEL   | Manuel Contreras |  |
| D. T. | D. T. | Sergio Lecea     |  |

| 35' · 41' · 49' · 55' · 73' | Ricardo Díaz Carlos Reynoso Ricardo Díaz Carlos Reynoso | 1-1 2-1 3-1 4-1 5-1 |

| 28' | Arturo Farías | 0-1 |

| Principal | José Luis Silva |

|       | POR   | Juan Félix Martínez |  |
|       | DEF   | Aldo Valentini      |  |
|       | DEF   | Raúl Sánchez        |  |
|       | DEF   | Manuel Canelo       |  |
|       | MED   | Emilio Bozzalla     |  |
|       | MED   | Jorge Dubost        |  |
|       | DEL   | Eugenio Méndez      |  |
|       | DEL   | Carlos Reynoso      |  |
|       | DEL   | Armando Tobar       |  |
|       | DEL   | Ricardo Díaz        |  |
|       | DEL   | Carlos Hoffmann     |  |
| D. T. | D. T. | José Pérez          |  |

|       | POR   | Francisco Bravo  |  |
|       | DEF   | Jorge Poblete    |  |
|       | DEF   | Arturo Farías    |  |
|       | DEF   | Víctor Araya     |  |
|       | MED   | Juan Rojas       |  |
|       | MED   | Orlando Aravena  |  |
|       | DEL   | Juan Carvajal    |  |
|       | DEL   | Roberto López    |  |
|       | DEL   | José Sulantay    |  |
|       | DEL   | Pedro Pérez      |  |
|       | DEL   | Manuel Contreras |  |
| D. T. | D. T. | Sergio Lecea     |  |

| 35' · 41' · 49' · 55' · 73' | Ricardo Díaz Carlos Reynoso Ricardo Díaz Carlos Reynoso | 1-1 2-1 3-1 4-1 5-1 |

| 28' | Arturo Farías | 0-1 |

| Principal | José Luis Silva |

|       | POR   | Juan Félix Martínez |  |
|       | DEF   | Aldo Valentini      |  |
|       | DEF   | Raúl Sánchez        |  |
|       | DEF   | Manuel Canelo       |  |
|       | MED   | Emilio Bozzalla     |  |
|       | MED   | Jorge Dubost        |  |
|       | DEL   | Eugenio Méndez      |  |
|       | DEL   | Carlos Reynoso      |  |
|       | DEL   | Armando Tobar       |  |
|       | DEL   | Ricardo Díaz        |  |
|       | DEL   | Carlos Hoffmann     |  |
| D. T. | D. T. | José Pérez          |  |

|       | POR   | Francisco Bravo  |  |
|       | DEF   | Jorge Poblete    |  |
|       | DEF   | Arturo Farías    |  |
|       | DEF   | Víctor Araya     |  |
|       | MED   | Juan Rojas       |  |
|       | MED   | Orlando Aravena  |  |
|       | DEL   | Juan Carvajal    |  |
|       | DEL   | Roberto López    |  |
|       | DEL   | José Sulantay    |  |
|       | DEL   | Pedro Pérez      |  |
|       | DEL   | Manuel Contreras |  |
| D. T. | D. T. | Sergio Lecea     |  |

| 35' · 41' · 49' · 55' · 73' | Ricardo Díaz Carlos Reynoso Ricardo Díaz Carlos Reynoso | 1-1 2-1 3-1 4-1 5-1 |

| 28' | Arturo Farías | 0-1 |

| Principal | José Luis Silva |

## Campeón
| Chile                        |
| Santiago Wanderers 1º título |

## Goleadores
| Jugador              | Jugador       | Goles | Equipo             |
| -------------------- | ------------- | ----- | ------------------ |
| Bandera de Chile     | Juan Soto     | 6     | Colo-Colo          |
| Bandera de Chile     | José Sulantay | 6     | Deportes La Serena |
| Bandera de Argentina | Héctor Torres | 6     | Magallanes         |